# いつか来た道 (1959年の映画)
『いつか来た道』（いつかきたみち）は、1959年の日本映画。制作・配給は大映。
山梨県を舞台として、全盲の少年ヴァイオリニストとウィーン少年合唱団の交流を描いた作品である。実際のウィーン少年合唱団が来日した際に出演しているほか、少年ヴァイオリニストは自身も視覚障害者のヴァイオリニストである和波孝禧（当時14歳）が演じている。タイトルは、作中でも使われる楽曲「この道」の歌詞から。ロケは勝沼町（現・甲州市）や甲府市でおこなわれた。

## あらすじ
山梨県に住む池田さやは、両親を失った後、まだ在学中の弟妹の世話をしながら祖父とブドウ農園を営んでいた。弟の稔は幼い頃に失明したが、音楽家だった父の遺志を継ぐ形で、さやはヴァイオリンを習わせていた。さやによる点字楽譜の製作や、週に一度の東京でのレッスンなどの努力が実を結び、稔は東京のコンクールで好成績を収める。だが、妹のみよは兄ばかりが世話をされる寂しさから、自分もヴァイオリンを習おうとする。父の形見のヴァイオリンにみよが触れたことを怒った稔だったが、みよの気持ちを知り、合奏しようと仲直りした。
稔はウィーン少年合唱団のヨハン少年と文通をしていた。以前来日したときに、合唱を聴いて感銘を受け、「この道」の楽譜を送ったことがきっかけであった。ヨハンから合唱団が再び来日することを知らされ、稔は再会を心待ちにする。だがその矢先、高熱を発した稔は急性白血病と診断され、余命幾ばくもないことが判明する。さやは何としても稔に再び合唱団の歌声を聞かせてやりたいと、甲府市での公演予定を早めることを思い立つ。放送局、合唱団、旅行代理店などがさやの思いを聞き入れ、静岡市と順序を入れ替えることで甲府市での公演の前倒しが実現する。合唱団は公演前に病床の稔を見舞って「この道」を合唱し、稔は自分でこの曲を演奏したかったと語る。合唱団が去った後、稔は亡くなった。翌日の公演で、合唱団は稔が編曲した「この道」をみよの伴奏で歌うことをさやに申し出るのだった。

## キャスト
- 池田さや - 山本富士子
- 池田稔 - 和波孝禧
- 池田みよ - 黒岩かをる
- 池田源太郎 - 小川虎之助
- 小倉二郎 - 小林勝彦
- 野口時男 - 片山明彦
- 井上医師[3] - 見明凡太朗[4]
- 市川[3] - 北原義郎[4]
- 楽友会委員A[3] - 杉田康[4]
- 楽友会委員B[3] - 中条静夫[4]

出演したウィーン少年合唱団のメンバーに、のちにオーストリアの副首相になったノルベルト・シュティガー（合唱団在団は1954年 - 1959年）がいる。

## 賞歴
- 第1回モスクワ国際映画祭審査委員賞

## 関連書籍
- 衣笠裕士『いつか来た道』秋元書房<ジュニアシリーズ NO.75>、1959年
本作品シナリオのノベライズ作品。

## 和波孝禧と本作品
稔役を演じた和波孝禧は、公開から46年後の2005年に、自身のウェブサイトで本作品について述べている。それによると、本作品は合唱団の訪日に合わせて企画された音楽映画で、監督の島耕二が出演者を探す中で和波が「目にとまったらしい」という。撮影初日、録音済の曲に合わせて演技した際に、再生された曲に違和を感じて「オーケーではありません」と告げたことを「社会に向かってものを言った瞬間」として「忘れられない」としている。合唱団と「この道」を共演する演奏は、納得がいかずに3度目までやり直した（それが映画のクライマックスでみよが演奏する際の音源となった）という。また、ヴァイオリニストとしてよりも映画出演で記憶されていることを疎ましいと思う気持ちを長く持っていたが、「あの映画が後の演奏活動にある種の助けとなったのは確かなことだ。私はその事実を素直に受け入れて、感謝すべきなのだ」と記している。